# 王涉
王涉（？—23年），新朝宗室，王莽七叔曲阳侯王根之子。

## 生平
王根死后，爵位废除。王莽建立新朝，感激王根把大司马之位让给自己，追封王根为直道让公，王涉嗣爵直道公。以宗族受宠信任卫将军。家里养方士西门君惠，喜欢天文谶纬。新朝末年，百姓起事反抗，全国大乱，西门君惠说刘氏当复兴。王涉和国师刘歆、大司马董忠合谋劫持王莽。事发，王涉自杀。